# Collegium Europaeum Jenense
Das Collegium Europaeum Jenense (CEJ) ist eine 1991 zur Förderung der Europäischen Integration an der Friedrich-Schiller-Universität Jena gegründete Vereinigung von Wissenschaftlern, Politikern und Künstlern.
Geistiger Initiator war Professor Ulrich Zwiener, bis zu seinem Tode im Jahre 2004 dessen Leitender Kurator.
Die Institution ist an einer deutschen Universität einzigartig. Entsprechend seiner Namengebung steht das europäische Geistesleben aus Vergangenheit, in Gegenwart und Zukunft im Zentrum seiner Tätigkeit.
Seine ehrenamtlich tätigen Mitglieder sind Wissenschaftler, Politiker und Künstler. Zurzeit umfasst das CEJ etwa 200 ordentliche sowie 100 korrespondierende Mitglieder aus 35 Staaten. Unter den Korrespondierenden Mitgliedern finden sich Personen des europäischen Geisteslebens mit größter internationaler Reputation, wie zum Beispiel Hans Küng, Hans Magnus Enzensberger, Jürgen Habermas, Michael Wolffsohn, Friedrich Schorlemmer, Jan Philipp Reemtsma, Terence James Reed, Adolf Muschg, Reiner Kunze, Alfred Grosser, Maurice-Ruben Hayoun. Studierenden der Friedrich-Schiller-Universität Jena steht es offen.
Geleitet wird die Institution durch ein mehrköpfiges Kuratorium sowie einen eingetragenen Förderverein. Entsprechend der umfassenden Aufgabenstellung des CEJ sind die Kuratoren jeweils mit eigenen Zuständigkeiten ausgestattet, die ihren Fachgebieten entsprechen. Sprecher des Kuratoriums und Vorsitzender des Fördervereins CEJ e. V. ist der Mathematiker Martin Hermann.
Der Diskurs aktueller wissenschaftlicher, wirtschaftlicher, künstlerischer sowie sozialpolitischer Probleme inner- und außerhalb Europas steht im Vordergrund. Hierzu bietet das CEJ seit über 25 Jahren Vortragsreihen und Diskussionen an, die sich gleichermaßen an Fachleute wie auch an eine interessierte Öffentlichkeit wenden. Themen sind beispielsweise die Friedliche Revolution in der ehemaligen DDR und den osteuropäischen Ländern, Bildung in Europa, Energie für Europa, Gentechnik in Europa, Europatag und die Zukunft der EU, Probleme der europäischen Raumfahrt (ESA), 100 Jahre Relativitätstheorie. Eigens für die jüngeren Mitglieder wurde die Reihe CollegiumJ entwickelt, in deren Rahmen Gesprächskonzerte, die sich mit der modernen Pop-Musik beschäftigen, stattfinden.
Die Ergebnisse der Arbeit des CEJ werden in der CEJ-eigenen Schriftenreihe (derzeit 45 Bände) zusammengefasst und publiziert. Darüber hinaus wurden vom CEJ über 100 weitere Bücher herausgegeben, die jedoch keiner einheitlich gestalteten Buchreihe angehören.
In die Arbeit des CEJ sind auch führende Thüringer Forschungszentren mit einbezogen, wie das Max-Planck-Institut für chemische Ökologie, das Leibniz-Institut für Alternsforschung, die Fachhochschule Jena, das Deutsche Nationaltheater Weimar sowie die Klassik Stiftung Weimar.
Mit seinen Vortragsreihen und Veranstaltungen stellt sich das CEJ den über den Tag hinaus aktuellen Fragen und Problemen im gegenwärtigen und künftigen Europa sowie den Ländern außerhalb. Maßgeblich und grundlegend sind hierfür das Menschenbild und die ethischen Grundlagen, wie sie aus der europäisch geistigen Tradition von Humanismus und Aufklärung entstanden.

## Veröffentlichungen
- Schriftenreihe Collegium Europaeum Jenense im Katalog der Deutschen Nationalbibliothek